# Département du Mungo
Département du Mungo är ett departement i Kamerun.   Det ligger i regionen Kustregionen, i den västra delen av landet, 210 km väster om huvudstaden Yaoundé.